# Bernoy-le-Château
Bernoy-le-Château ist eine französische Gemeinde mit 840 Einwohnern (Stand 1. Januar 2022) im Département Aisne in der Region Hauts-de-France. Sie gehört zum Arrondissement Soissons, zum Kanton Soissons-2 und zum Gemeindeverband GrandSoissons Agglomération.

## Geographie
Die Gemeinde Bernoy-le-Château liegt im Zentrum des Départements Aisne am Fluss Crise, ca. fünf Kilometer südlich von Soissons in der Landschaft Valois.
Umgeben wird Bernoy-le-Château von den neun Nachbargemeinden:
| Ploisy  | Courmelles Belleu                           | Septmonts                  |
| Chaudun | Kompassrose, die auf Nachbargemeinden zeigt | Rozières-sur-Crise Buzancy |
|         | Vierzy                                      | Villemontoire              |

## Geschichte
Die Gemeinde Bernoy-le-Château entstand mit Wirkung vom 1. Januar 2023 als Commune nouvelle durch Zusammenlegung der bis dahin selbstständigen Gemeinden Noyant-et-Aconin und Berzy-le-Sec, die fortan den Status von Communes déléguées besitzen. Der Verwaltungssitz befindet sich in Noyant-et-Aconin.

## Bevölkerungsentwicklung
| Jahr                                                         | 1962 | 1968 | 1975 | 1982 | 1990 | 1999 | 2006 | 2012 | 2021 |
| ------------------------------------------------------------ | ---- | ---- | ---- | ---- | ---- | ---- | ---- | ---- | ---- |
| Einwohner                                                    | 748  | 752  | 736  | 856  | 846  | 856  | 861  | 903  | 855  |
| Quellen: Cassini und INSEE (Addition der Vorgängergemeinden) |      |      |      |      |      |      |      |      |      |

## Sehenswürdigkeiten
- Kirche Mariä Kimmelfahrt in Noyant-et-Aconin aus dem 12./13. Jahrhundert, Monument historique
- Kirche Saint-Quentin in Berzy-le-Sec aus dem 12. Jahrhundert, Monument historique
- Burgruine in Berzy-le-Sec
- Schloss Aconin (in Privatbesitz)

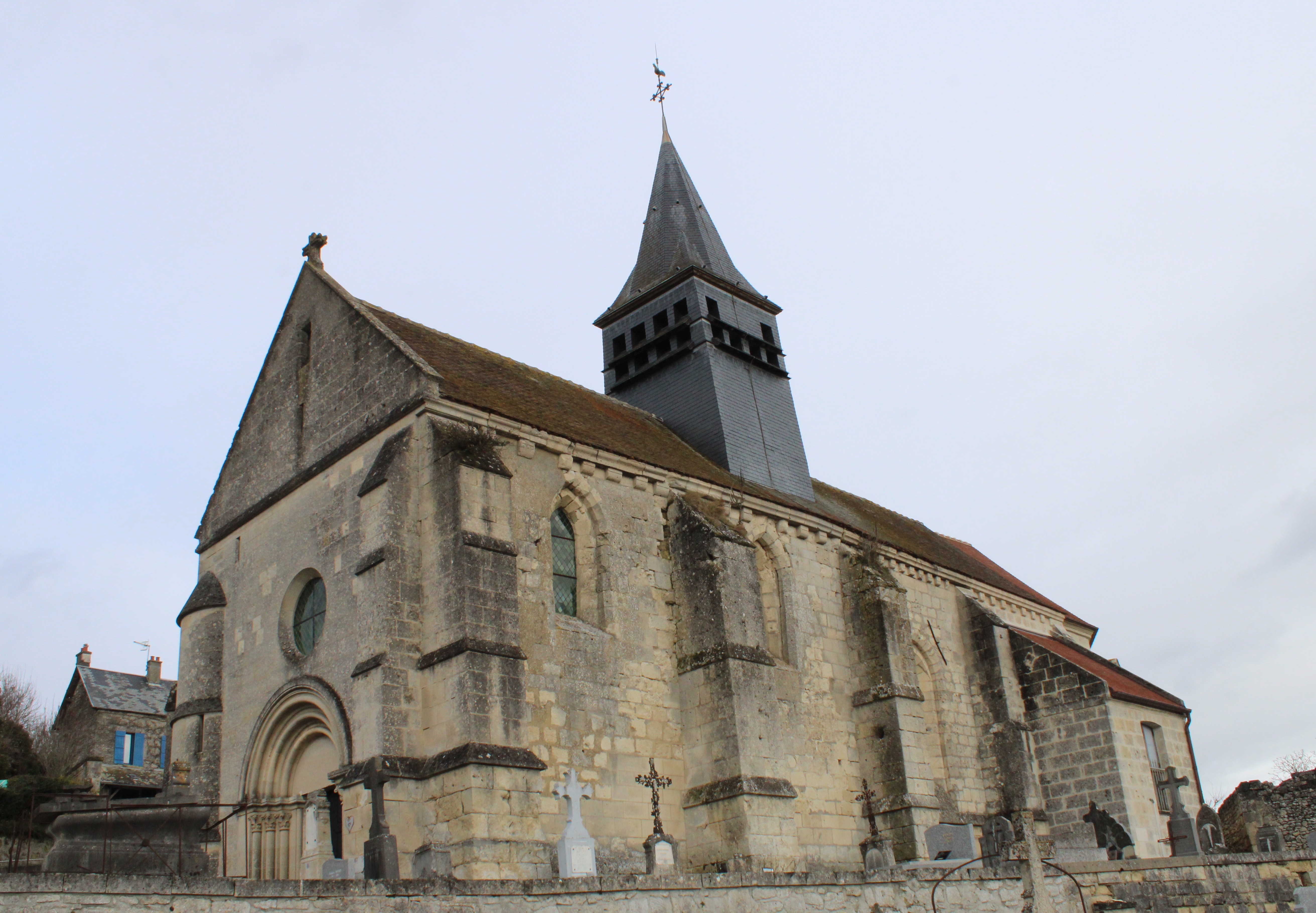
Kirche Mariä Kimmelfahrt
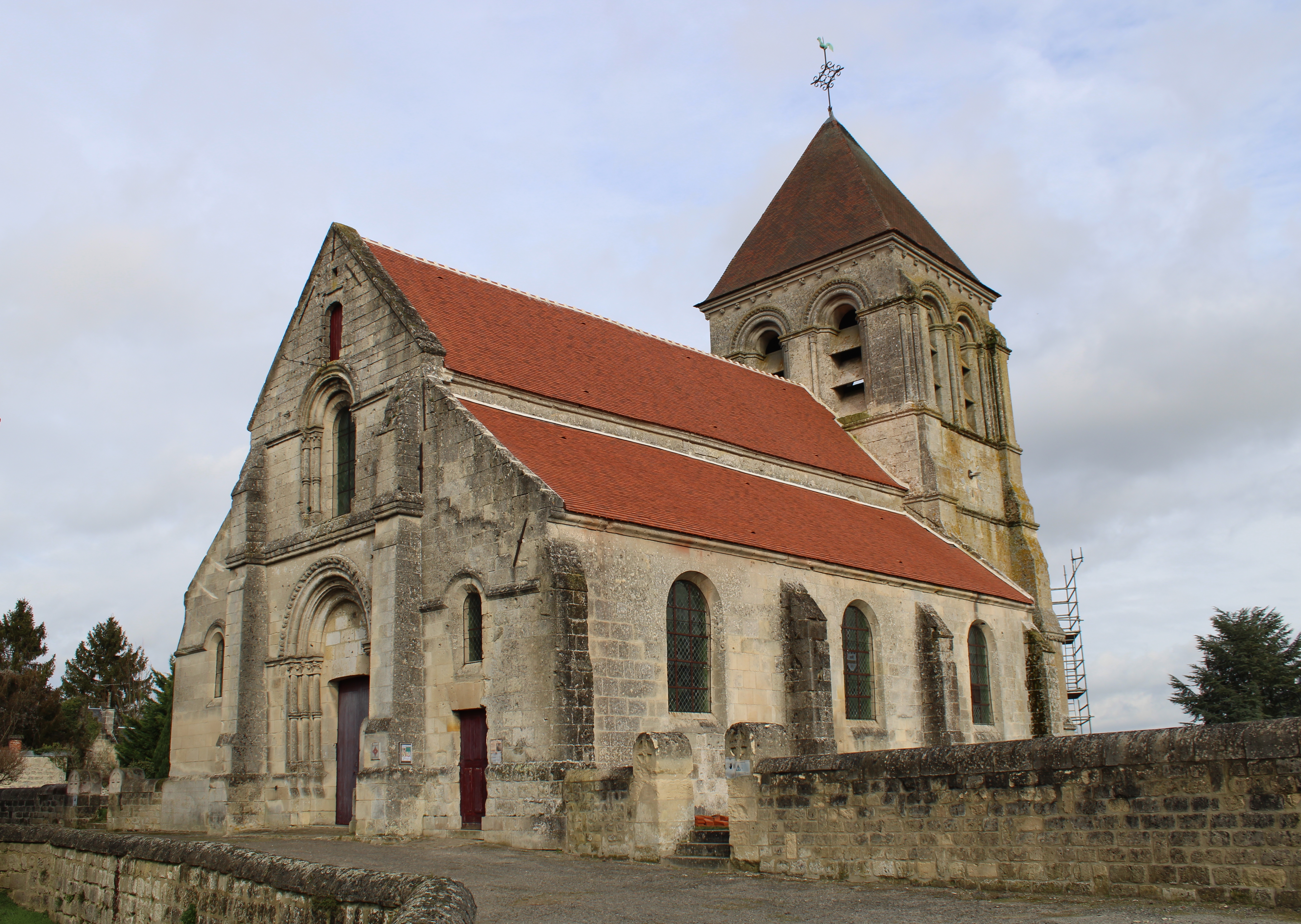
Kirche Saint-Quentin
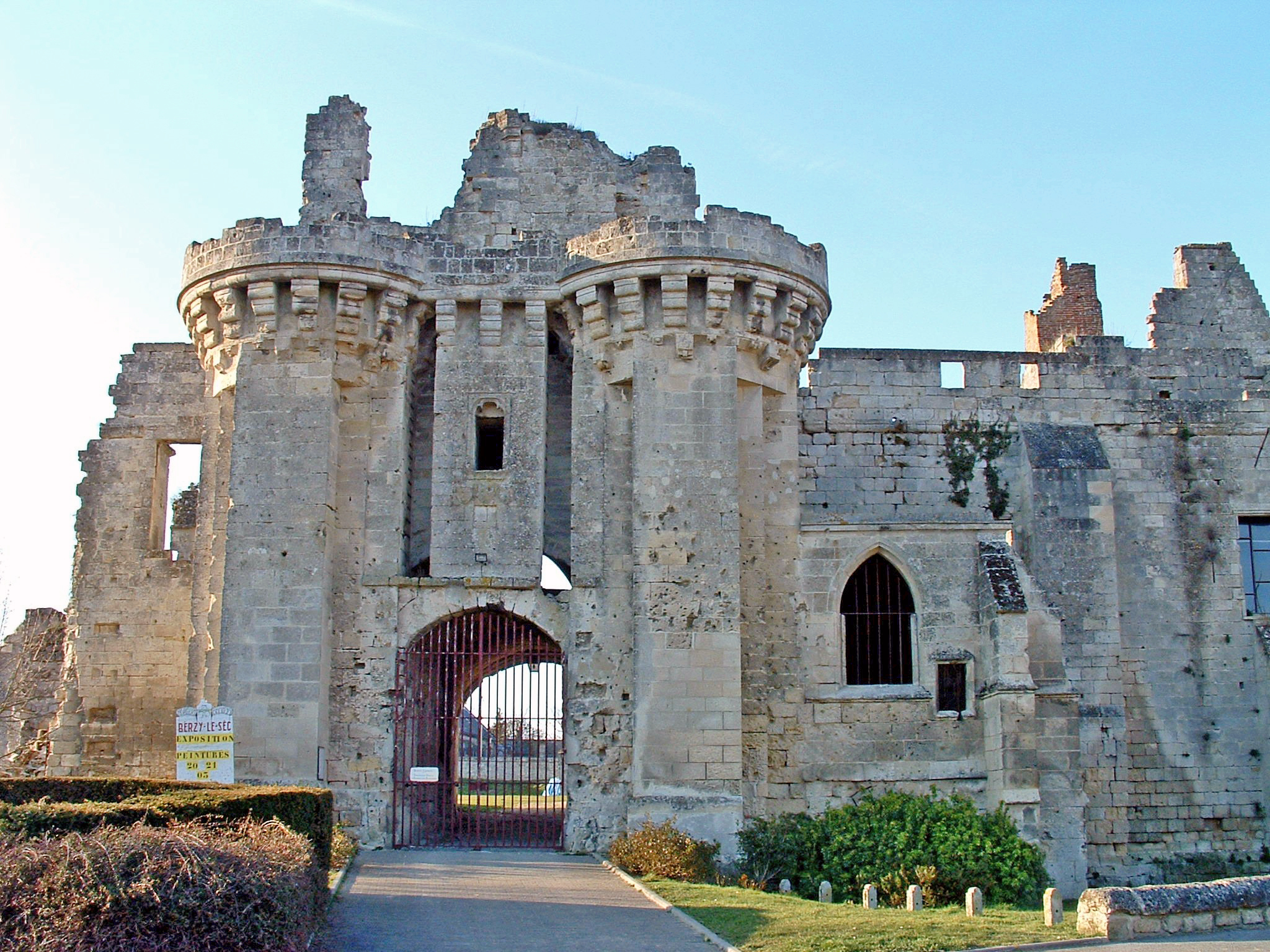
Burgruine
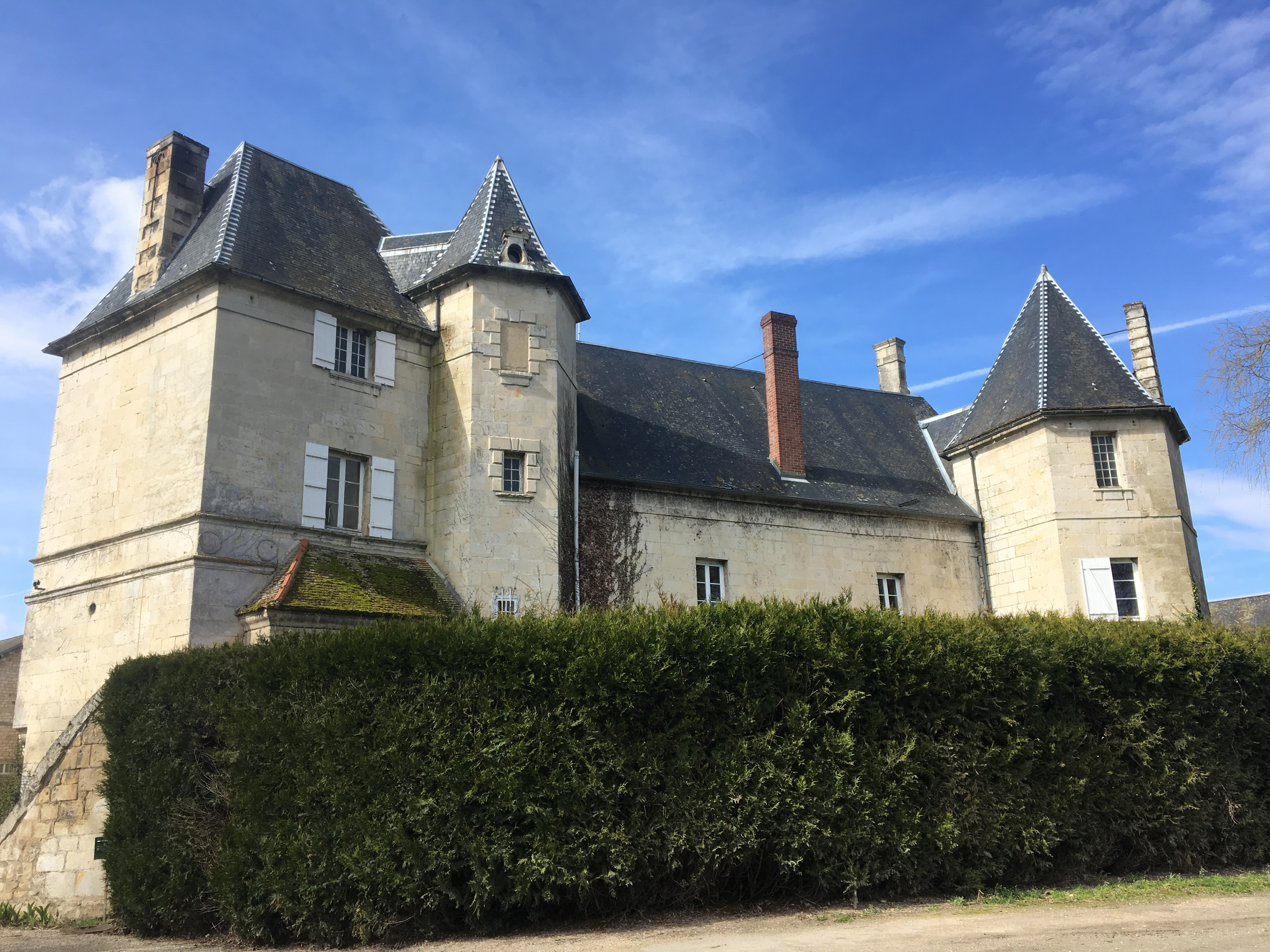
Schloss Aconin
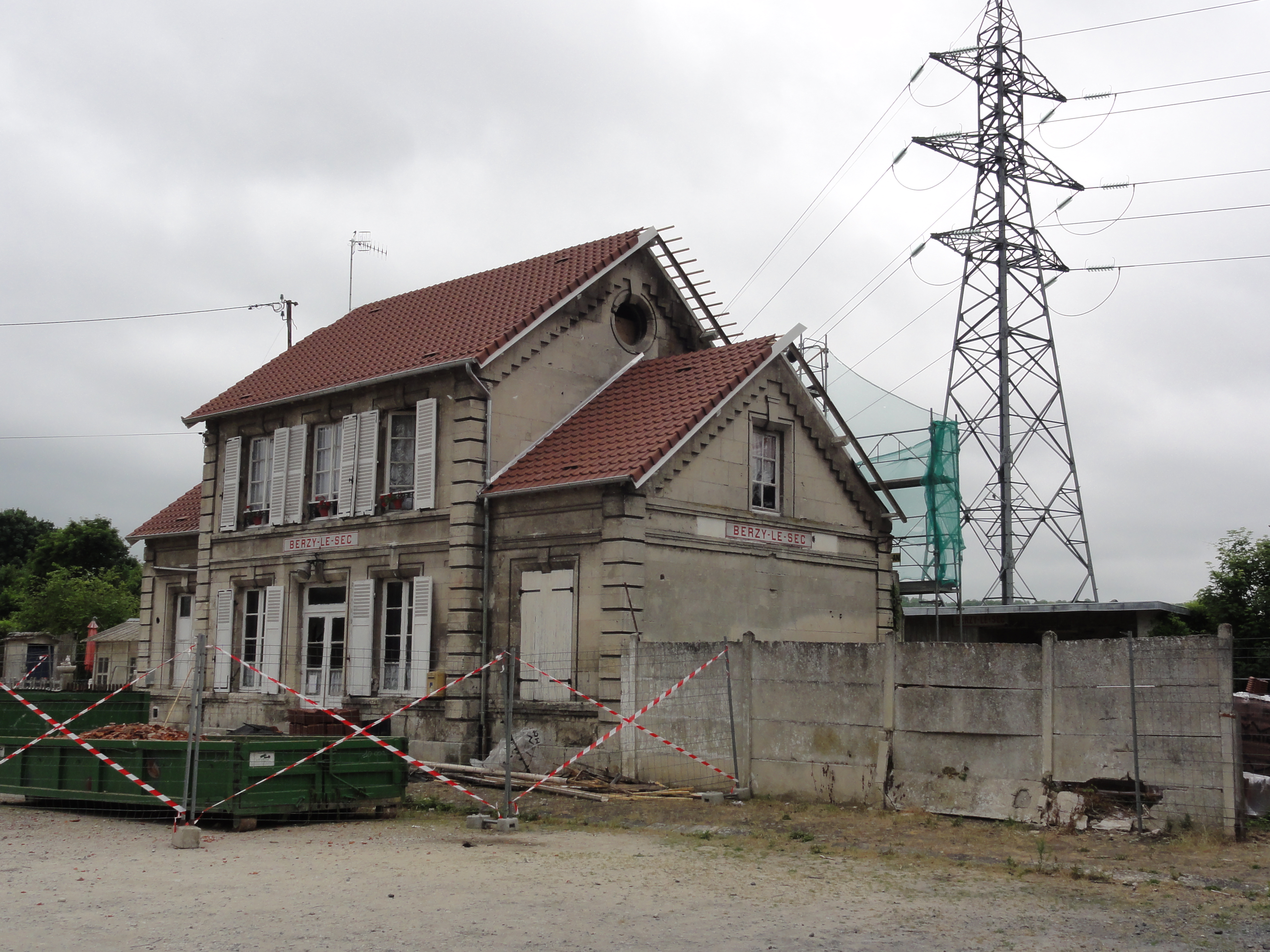
Ehemaliger Bahnhof Berzy-le-Sec
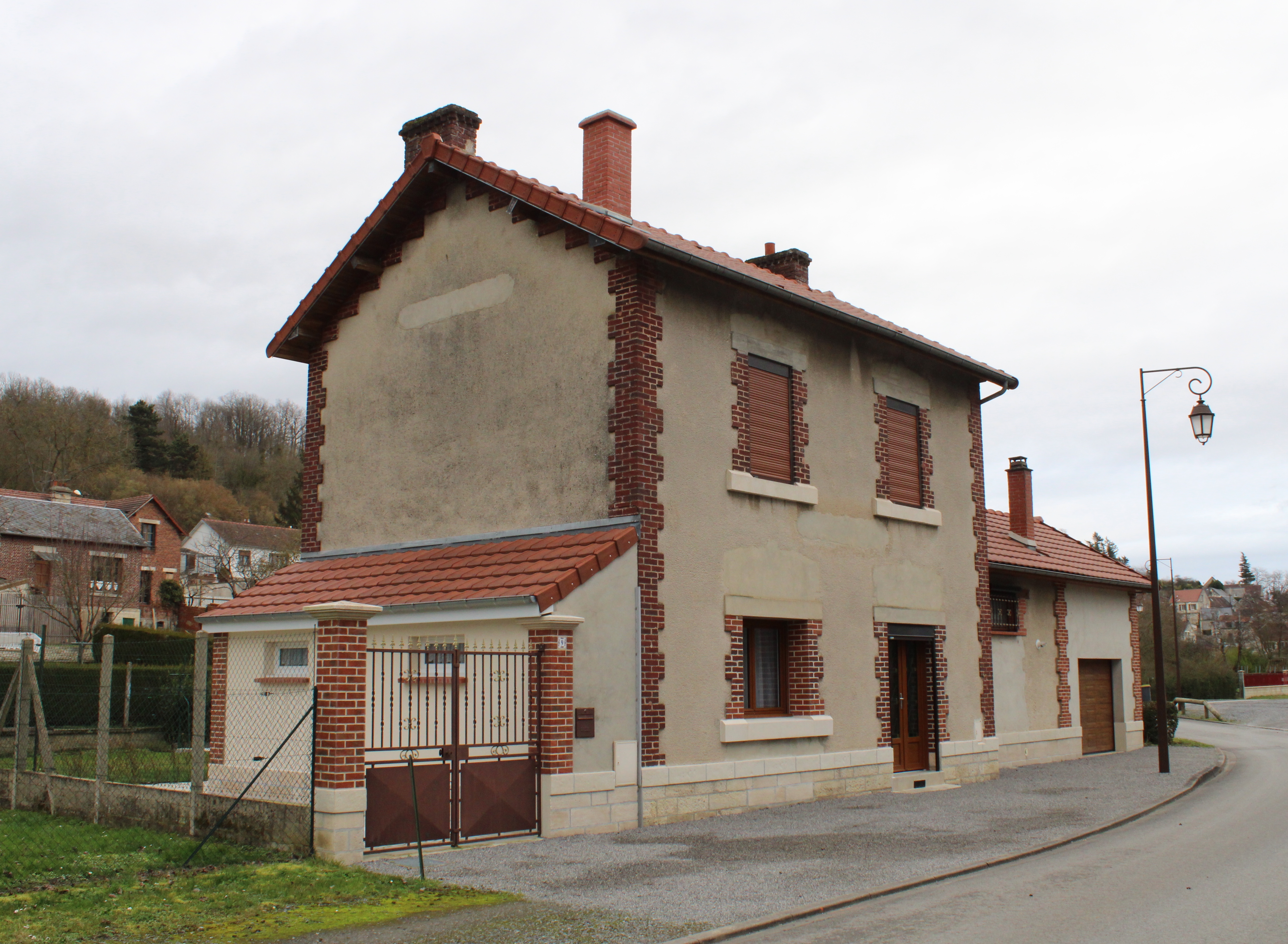
Ehemaliger Bahnhof Noyant-et-Aconin
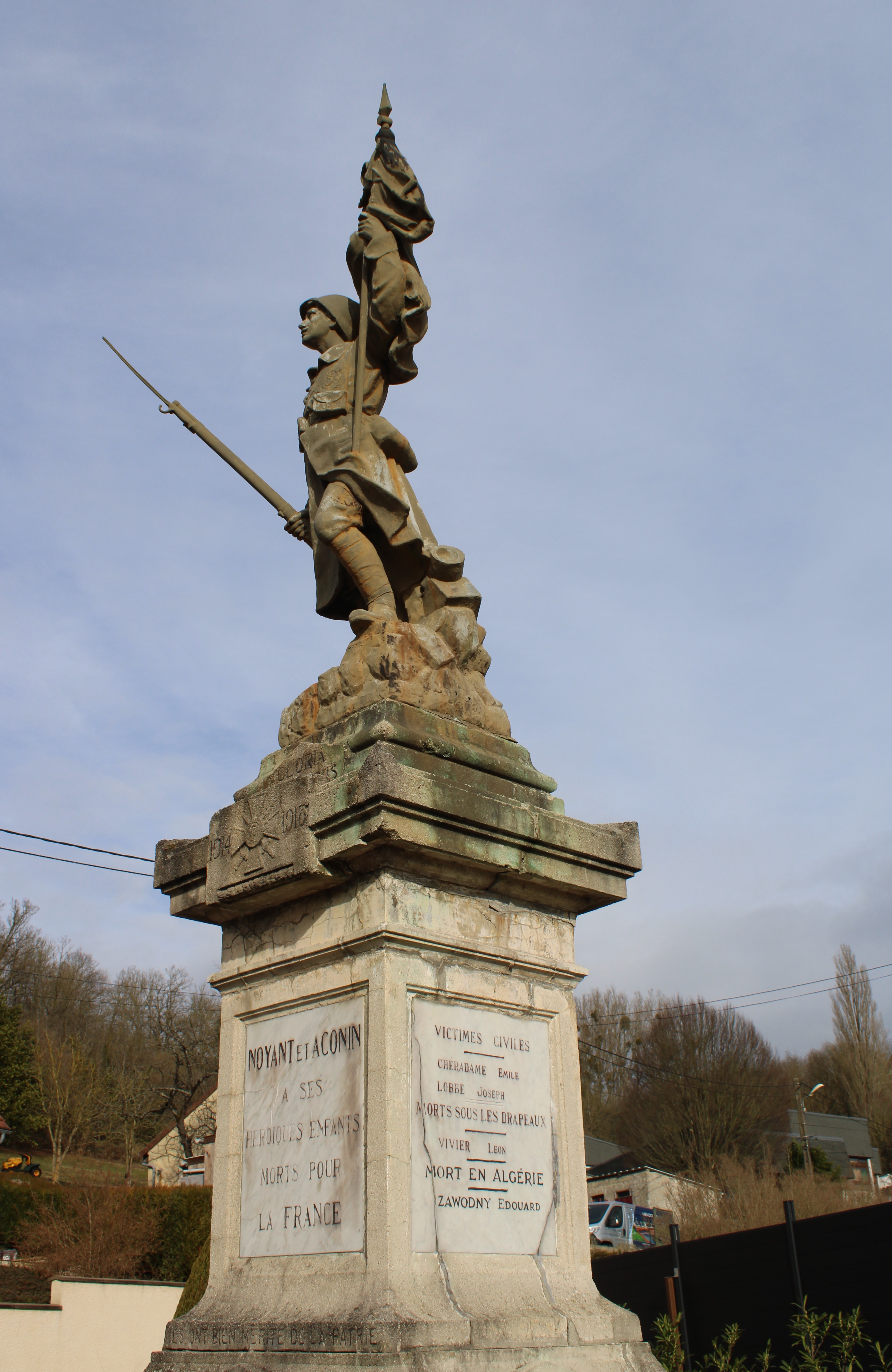
Gefallenendenkmal

## Bildung
Die Gemeinde verfügt über eine öffentliche Vor- und Grundschule in Noyant-et-Aconin mit 48 Schülern im Schuljahr 2022/2023.

## Verkehr
Die Route départementale 1 durchquert die Gemeinde in Nordsüdrichtung und verbindet sie mit Soissons im Norden und Château-Thierry im Süden.
Die Eisenbahnstrecke Krono K15 des regionalen öffentlichen Transportnetzes in der französischen Verwaltungsregion Hauts-de-France TER Hauts-de-France von Paris-Nord nach Laon durchquert das Gemeindegebiet ohne Halt. Das Gleiche gilt für die Linie Proxi P15 des TER Hauts-de-France von Crépy-en-Valois nach Laon. Der nächste Bahnhof befindet sich in Soissons.